# Lebeng
Lebeng is een bestuurslaag in het regentschap Banyumas van de provincie Midden-Java, Indonesië. Lebeng telt 2265 inwoners (volkstelling 2010).